# Tief (Fließgewässer)

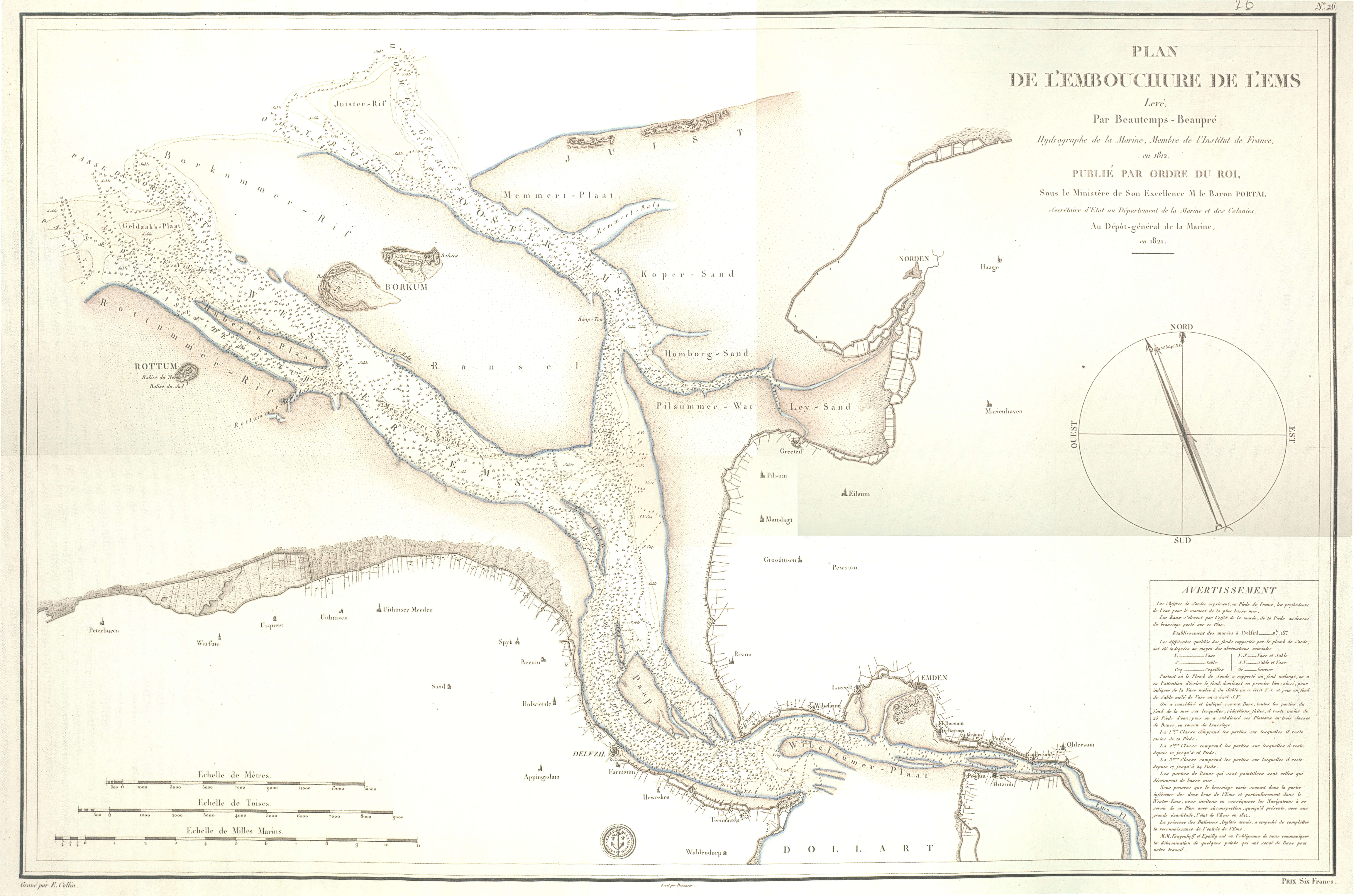
Außenems mit Leybucht und Norder Tief, 1821

Ein Tief (niederländisch Diep, niederdeutsch Deep) ist ein Fließgewässer in Meeresnähe, dessen Gewässersohle insgesamt oder großenteils unter dem mittleren Meeresspiegel liegt.

## Wasserhaushalt

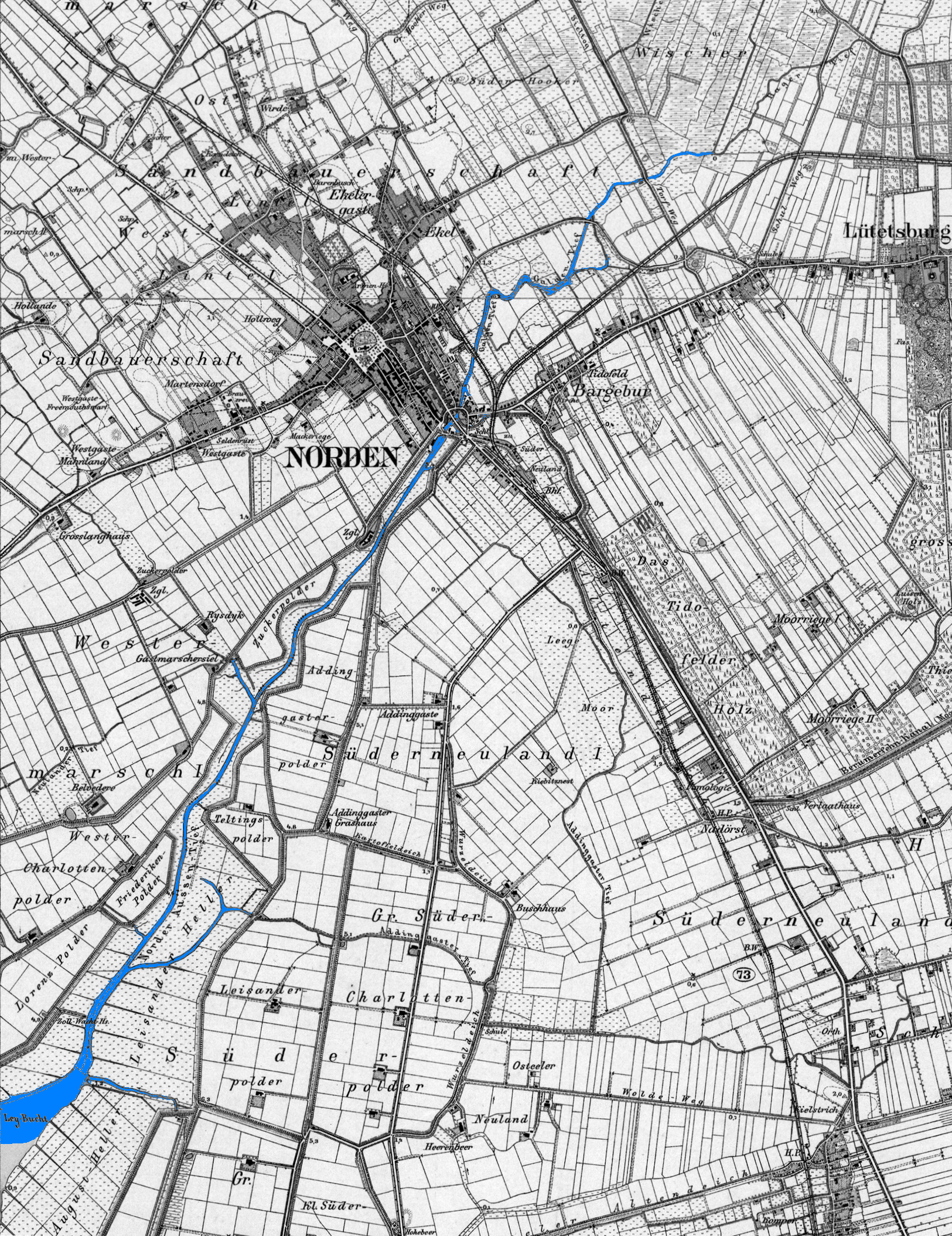
Norder Tief um 1900

Die Hauptströmung in Richtung Meer kommt allein dadurch zustande, dass das Oberflächenwasser aus dem Einzugsbereich des Tiefs nur in Richtung Meer abfließen kann. Die Wasserspiegel und deren Gefälle an verschiedenen Stellen eines Tiefs sind von der Niederschlagsmenge im Einzugsbereich abhängig und vom Wasserspiegel des Meeres und dessen Veränderungen. Ohne Wasserbauten zur Regulierung unterliegen Wasserspiegel und Strömung mithin dem Einfluss der Gezeiten. Heutzutage wird der Abfluss vieler Tiefs durch Mündungsschöpfwerke garantiert.

## Bezeichnungen

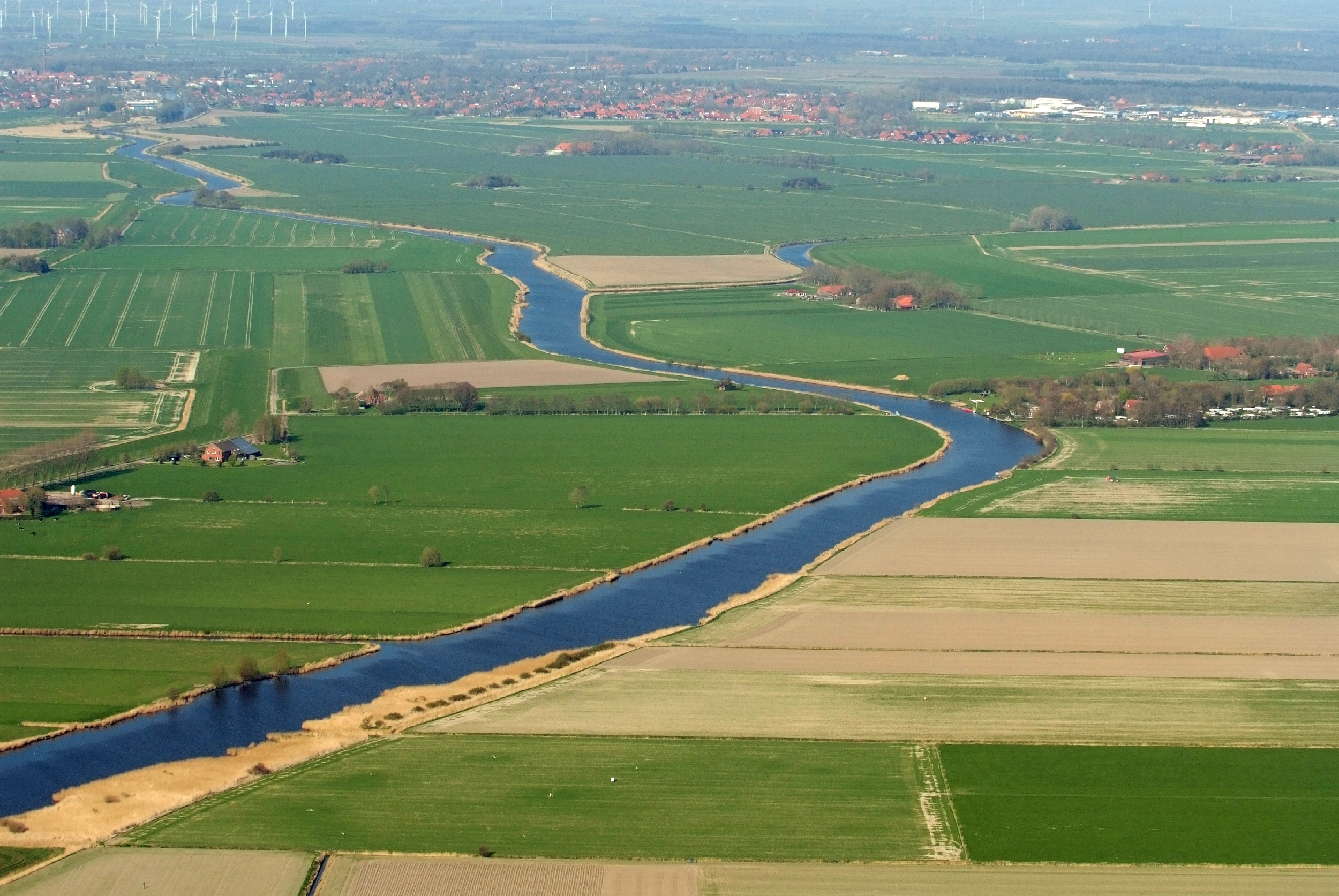
Abgedeichtes Norder Außentief 2013

Obwohl es derartige Gewässer an allen Flachküsten und Küstengebieten mit flachen Landstrichen gibt, beschränkt sich die Verwendung der Bezeichnung „Tief“ im Wesentlichen auf die östliche Südküste der Nordsee vom IJsselmeer bis an die Unterweser. In Dithmarschen werden ein paar derartige Gewässer als „Strom“ bezeichnet. Der Heverstrom bei Husum mag bis ins neunte, möglicherweise sogar bis ins 13. Jahrhundert, solange die nordfriesischen Uthlande noch eine zusammenhängende Landmasse waren, einen ähnlichen Charakter gehabt haben wie das Norder Außentief bis ins 19. Jahrhundert.
Eine große Zahl von Gewässern hat den Charakter eines Tiefs, ohne als solches bezeichnet zu werden. Manche haben einen Flussnamen ohne Kennzeichnung des Gewässertyps, manche tragen Gattungsbezeichnungen, die auch für Gewässer mit natürlichem Gefälle verwendet werden, wie „Bach“ oder „Aue“.

## Küsten ohne nennenswerte  Gezeiten
Wo Flüsse durch Urstromtäler in die Ostsee münden, kann die Gewässersohle ihres Unterlaufs bis zu mehr als 100 km lang unter dem Meeresspiegel liegen. Herausragende Beispiele sind die Peene bis in den Kummerower See und ihr Nebenfluss Trebel sowie die Recknitz. Sofern keine Sperrwerke oder Wehre eingebaut wurden, ist auch hier der Wasserspiegel von dem des Meeres abhängig, der seinerseits vor allem durch die Windrichtung beeinflusst wird. Außer relativ langsamen Veränderungen gibt es auch Schwankungen von ein bis zwei Tagen, die dann wellenartig einen Unterlauf hinaufwandern.

## Binnenland
Ähnliche Verhältnisse wie in Tiefs gibt es auch in Abschnitten von Binnengewässern fernab der Küste. Besonders in Urstromtälern gibt es Flussabschnitte ohne Gefälle der Gewässersohle. Bei anhaltend trockenem Wetter kann es hier zum Strömungsstillstand kommen, hin und wieder sogar streckenweise zur Strömungsumkehr. Vom Wasserstraßen- und Schifffahrtsamt Brandenburg gibt es eine Dokumentation zur Abhängigkeit des Gefälles von Abschnitten der Havel von den Abflussmengen. In Yorkshire, England, wurde an der Mündung des Flusses Foss in die Ouse ein Sperrwerk errichtet, damit nicht Hochwasser aus der Ouse zu Überschwemmungen an ihrem Nebenfluss führt, die River Foss Barrier.

## Andere als Tief bezeichnete Gewässer
Das Wort Tief wird jedoch nicht nur für Gewässer im flachen küstennahen Binnenland verwendet:
- Besonders tiefe Stellen des offenen Meeres werden ebenfalls als Tief bezeichnet.
- Einige Seegatts tragen den Namen Tief. Sie weisen zumeist größere Strömungen auf als die Tiefs im Land, sei es, dass  Wattflächen zwischen ihnen und der Küste starke Tidenströme ermöglichen, oder sei es, dass in die hinter ihnen gelegene Bucht große Flüsse münden.

## Abgrenzungen
Die Abgrenzungen fast aller Gewässerbezeichnungen im Küstenbereich sind fließend.

### Tief – Priel – Balje
Rinnen im Watt oder zwischen Salzwiesen werden generell als Priel bezeichnet, aber im Bereich der Unterelbe werden mit diesem Begriff auch Wasserläufe im Binnenland belegt. 
Zwar haben viele Wasserläufe aus dem Binnenland eine Fortsetzung im Watt, aber ufernahe große Priele sind zumeist als „…-Balje“ benannt. Erst in einigem Abstand von der Uferlinie beginnen dann „Gatts“ und Segatt-„Tiefs“.

### Tief und Fleth
Viele heute durch ein Siel gegen die Gezeiten abgeschirmte Gewässer werden als Sieltief bezeichnet. Etliche Sieltiefs sind insgesamt künstlich angelegt. Künstliche Gewässer in den Küstenmarschen werden oft als Fleet bezeichnet, in Eigennamen nicht selten in der früheren Schreibweise „Fleth“. Es gibt aber auch Fleete, die auf ein natürliches Gewässer zurückgehen.

### Marschengewässer
Die meisten Tiefs entsprechen den Marschengewässern (Typ 22 der von der deutschen LAWA beschlossenen Klassifikation) und hier den Subtypen 22.1 (durch Siele und Schöpfwerke reguliert) und 22.2 („Flüsse der Marsch“). Aber nicht bei allen Marschengewässern liegt die Gewässersohle überwiegend unter dem Meeresspiegel.

## Namensbeispiele

### Niederlande
- Aduarderdiep
- Damsterdiep
- Dokkumergrootdiep
- Dwarsdiep bei Marum
- Eelderdiep (bei Groningen)

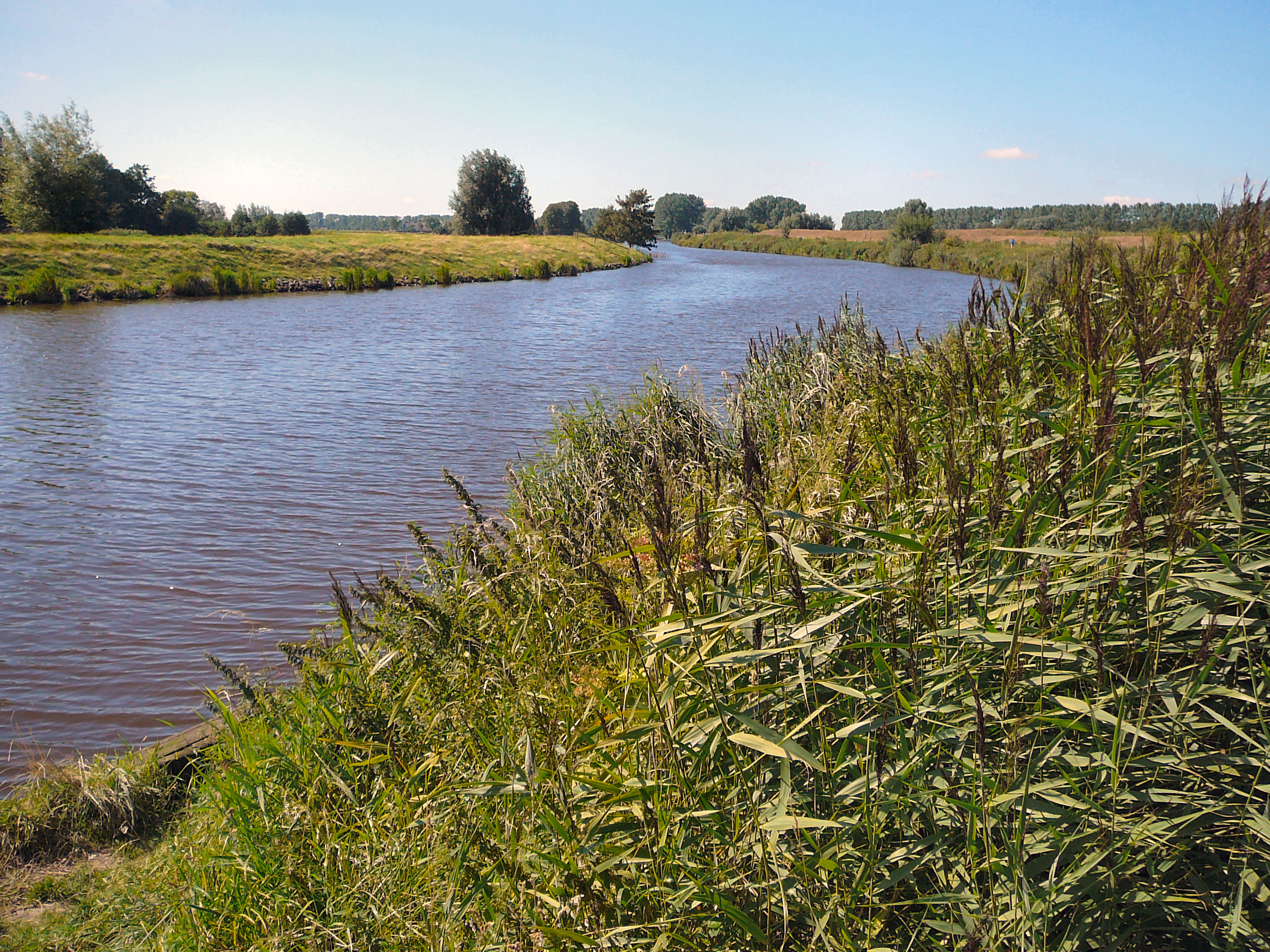
Reitdiep zwischen Groningen und der Lauwers

- Hollandsch Diep (südlicher Mündungsarm der Maas)
- Hoornsche Diep (bei Groningen)
- Lieversche Diep
- Oude Diepje
- Oud- of Koningsdiep
- Peizerdiep
- Reitdiep (Gewässer)
- Termunterzijldiep
- Winschoterdiep (Kanal)
- Wolddiep

#### Sohle über Meeresniveau
– überwiegend mit etwas Gefälle –
– in der Provinz Drenthe –
- Quellbäche der Drentsche Aa
  - Amerdiep
  - Rolderdiep
- Drostendiep
- Quellbäche der Hunze
  - Achterste Diep
  - Vooorste Diep
- Schoonebeeker Diep = Grenzaa

### Deutschland
- Abbehauser Sieltief
- Altharlinger Tief

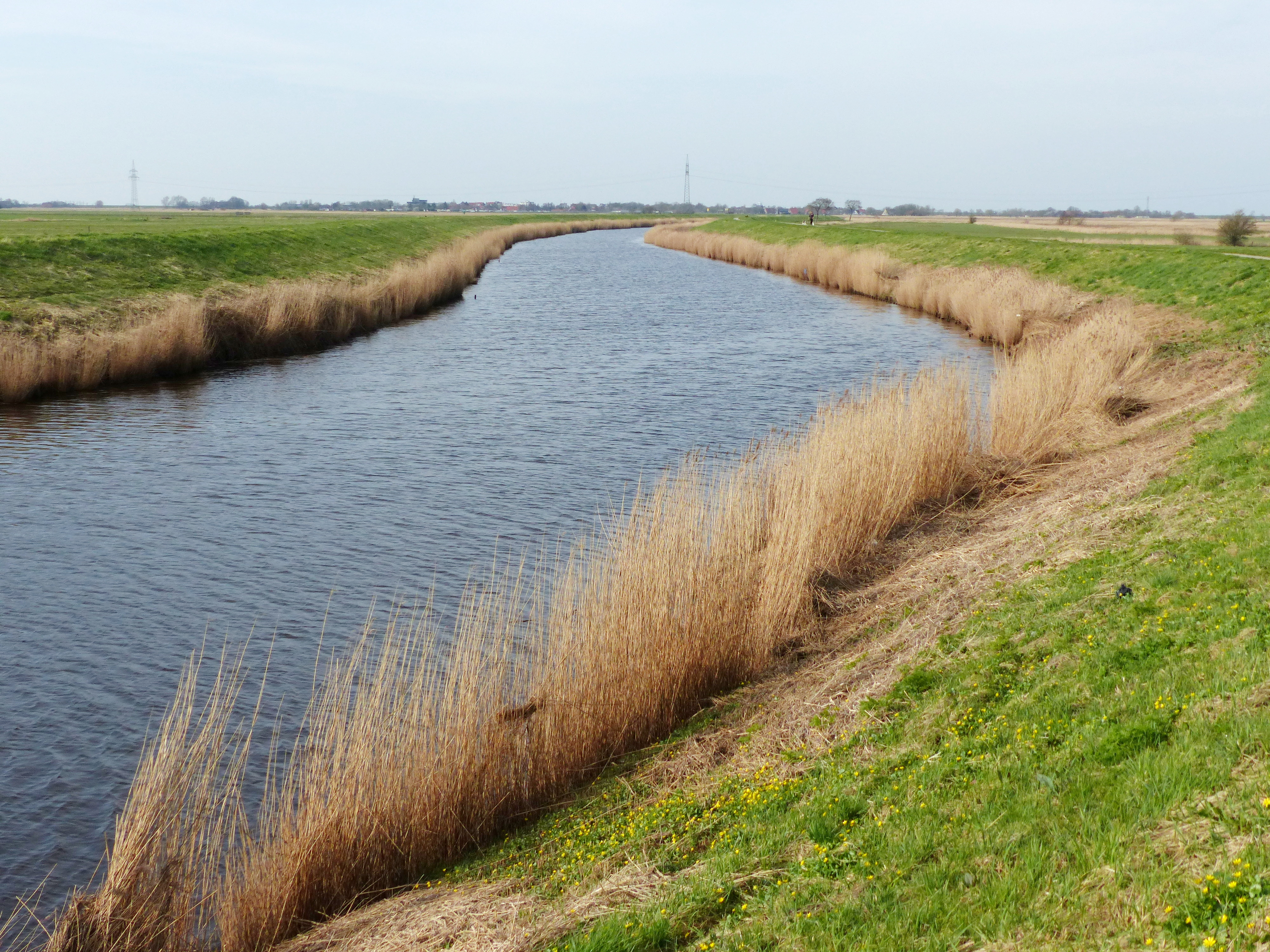
Benser Tief bei Esens

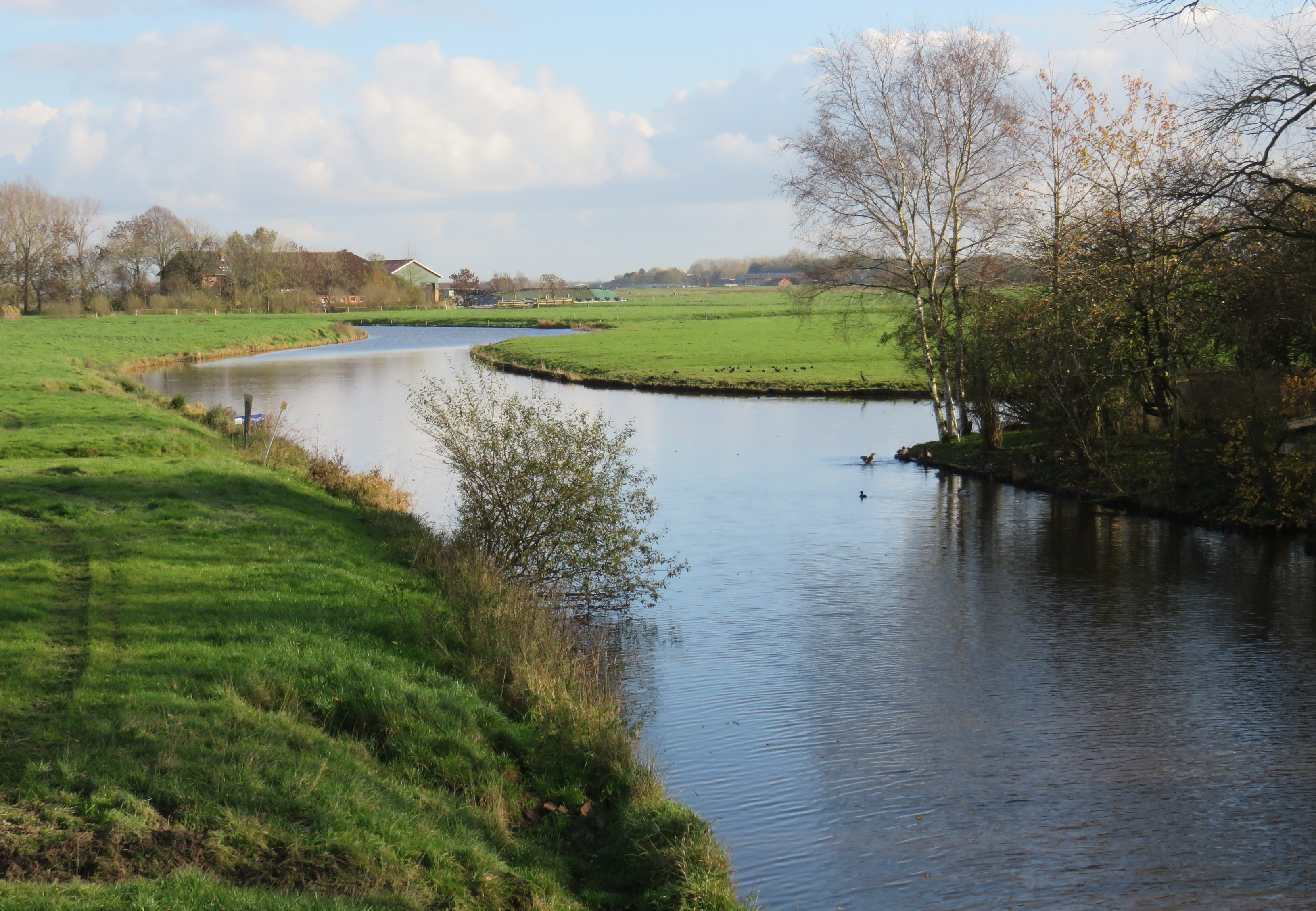
Fehntjer Tief

- Aper Tief (Zufluss in der Leda-Jümme-Niederung) bei Apen im Landkreis Ammerland
- Tief in Bardenfleth (Elsfleth)
- Benser Tief
- Blexer Sieltief u. Blexer Tief
- Braker Sieltief mit Strückhauser Tief
- Crildumer Tief mit 
  - Tettenser Tief
- Dedesdorfer Sieltief
- Dornumersieler Tief

- Eckwarder Sieltief
- Fedderwarder Sieltief
- Ellenserdammer Tief mit
  - Emder Tief → Neustädter Tief
  - Friedeburger Tief mit
    - Reepsholter Tief
- Fehntjer Tief
- Hooksieler Tief
- Isenser Tief
- Knockster Tief mit
  - Mühlentief
- Margenser Tief
- Meyenburger Sieltief
- Neuharlinger Sieltief
- Norder Tief mit 
  - Blandorfer Tief
  - Hager Tief
  - Galgentief
- Rispeler Tief
- Tettenser Tief
- Upjeversches Tief
- Vareler Tief

#### Sohle über Meeresniveau
- Quellgewässer der Harle:
  - Nordertief
  - Südertief

### Priel
Schanskerdiep als Alternativname der Buiten Aa im Dollart

### Seegatts
- Friesische Küstengewässer:
  - zwischen Juist und Norderney:
    - Busetief
    - Dovetief
    - Schluchtertief

  - Borndiep (zwischen Terschelling und Ameland)
  - Marsdiep (zwischen Texel und Noordholland)
- Ostsee:
  - Das Pillauer Tief (russisch Балтийский пролив Baltijski Proliw ‚Baltische Meerenge‘ oder ‚Ostseestraße‘) verbindet das Frische Haff mit dem offenen Meer.
  - Das Memeler Tief bei Klaipėda ist der Abfluss des Kurischen Haffs und wird auf Litauisch nach seiner Funktion als Klaipėdaer (See-)Hafen bezeichnet: Klaipėdos (jūrų) uostas, wobei das Wort für Hafen etymologisch mit dem slawischen (ust) und dem lateinischen Wort (ostium) für Mündung verwandt ist.

## Informationsquellen
- Topografische Karten der niederländischen und der deutschen Nordseeküste sowie von Mecklenburg-Vorpommern
- https://www.pegelonline.wsv.de